# 帕蒂諾縣

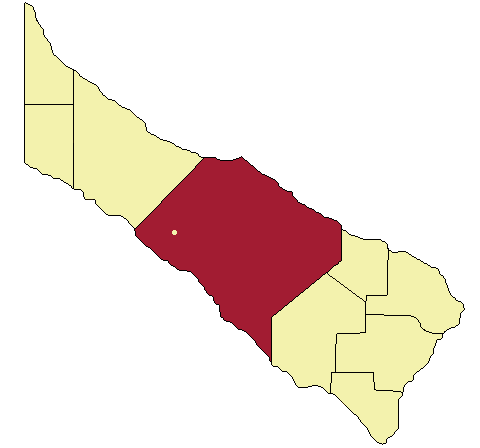

25°20′00″S 59°41′00″W / 25.33333°S 59.68333°W
帕蒂諾縣（西班牙語：Departamento Patiño），是阿根廷的縣份，位於該國東北部福爾摩沙省，首府設於豐塔納少校鎮，面積24,502平方公里，2010年人口68,581，人口密度每平方公里2.8人。